# مطبعة الترقي الماجدية
مطبعة الترقي الماجدية،  تعتبر من المطابع الرائدة التي أُنشئت في مكة المكرمة.

## مؤسس المطبعة
كانت الكتب تعتمد في الماضي على نسخ النساخ أو نسخ طلبة العلم، ولم تعد هذه الطريقة فعالة لبطء الخدمة خاصةً مع تكاثر طلاب العلم وانتشار المدارس؛ فقام محمد ماجد كردي بشراء مطبعة شمس الحقيقة التي أًنشئت بمكة سنة 1327هـ لكنه وجد أن هذه المطبعة قديمة؛ فأستورد المطبعة الماجدية إلى مكة المكرمة يقول ابنه عادل كردي في هذا الشأن:«حينما قام الوالد باستيراد المطبعة الماجدية واجه صعوبات جمة في نقلها إلى مكة المكرمة؛ فإن الاجهزة التي تتألف منها المطبعة ثقيلة الحجم ولم تكن هناك السيارات ولا الرافعات؛ فإن عصر السيارة لم يكن قد حان في الحجاز ولم تكن هناك وسيلة للنقل سوى الجمال والخيال والبغال؛ فاختار الوالد أن تكون البغال هي وسيلة النقل إلى مكة لما تتمتع به من قوة على حمال الأثقال ...».

## وصف المطبعة
- يصف رشدي ملحس المطبعة الماجدية في عام 1347هـ/1928م بقوله: «أنها كانت مجهزة بماكنات كبيرة».
- يذكر محمد سعيد عبد المقصود بأن الشيخ الكردي قد زودها بأدوات كثيرة وأنفق عليها أموالاً طائلة سعياً في إزدهاها.
- اثنى أحد أدباء مكة يُدعى عثمان الراضي على المطبعة بابياتاً قال فيها:

## محتويات المطبعة
تتألف المطبعة من ثلاث مطابع إحداها مطبعة حجرية وتطبع فيها الخرائط الملونة، وقد طبعت خريطة جزيرة العرب بالألوان، وأيضاً مطبعتان حرفيتان، وقد استمرت المطبعة بالعمل بعد وفاة مؤسسها؛ فقد تولاها أبنائه من بعده حتى أن ابنه محمد أصبح مديراً عليها في عام 1365هـ.

## مطبوعاتها
- فتاوى تناقش الأمور الفقهية على رأسها مسائل الحج والعمرة
- كتب التراث مثل متن التهذيب في المنطق للسعد التفتازاني، والأشباه والنظائر في أصول الفقه لجلال الدين السيوطي، وأخصر المختصرات في الفقه على مذهب الإمامأحمد بن حنبل، والمسلك المتقسط في المنسك المتوسط وهو شرح الملا علي القاري على لباب المناسك للشيخ السندي.[4]
- رسائل وشروح ألفها علماء الحرمين في الفقه والنحو والبلاغة والمنطق، وقد بلغ ما طبعته المطبعة الماجدية واحد وثلاثين كتاباً ورسالة باللغتين العربية والجاوية خلال عامها الأول.[5]
- من أهم ماطبعته كتاب تاريخ مكة للأزرقي في مجلدين، والذي يعد من المؤلفات القيمة القديمة، وقد قام رشدي ملحس بتحقيقه حين كان يعمل في صحيفة أم القرى بمكة المكرمة في أواخر الأربعينات.[6]

## انظر ايضاً
- محمد ماجد الكردي
- طباعة
- مطبعة الفتح
- مطبعة الإصلاح

## وصلات خارجية
- وجهاء مكة المكرمة.. عرف بسعة الاطلاع وعمق الثقافة.. وأسس أول مطبعة لخدمة طلبة العلم محمد كردي.. الشخصية المعرفية.
- أول مطبعة بمكة تطبع الكتاب المدرسي.